# チャングア

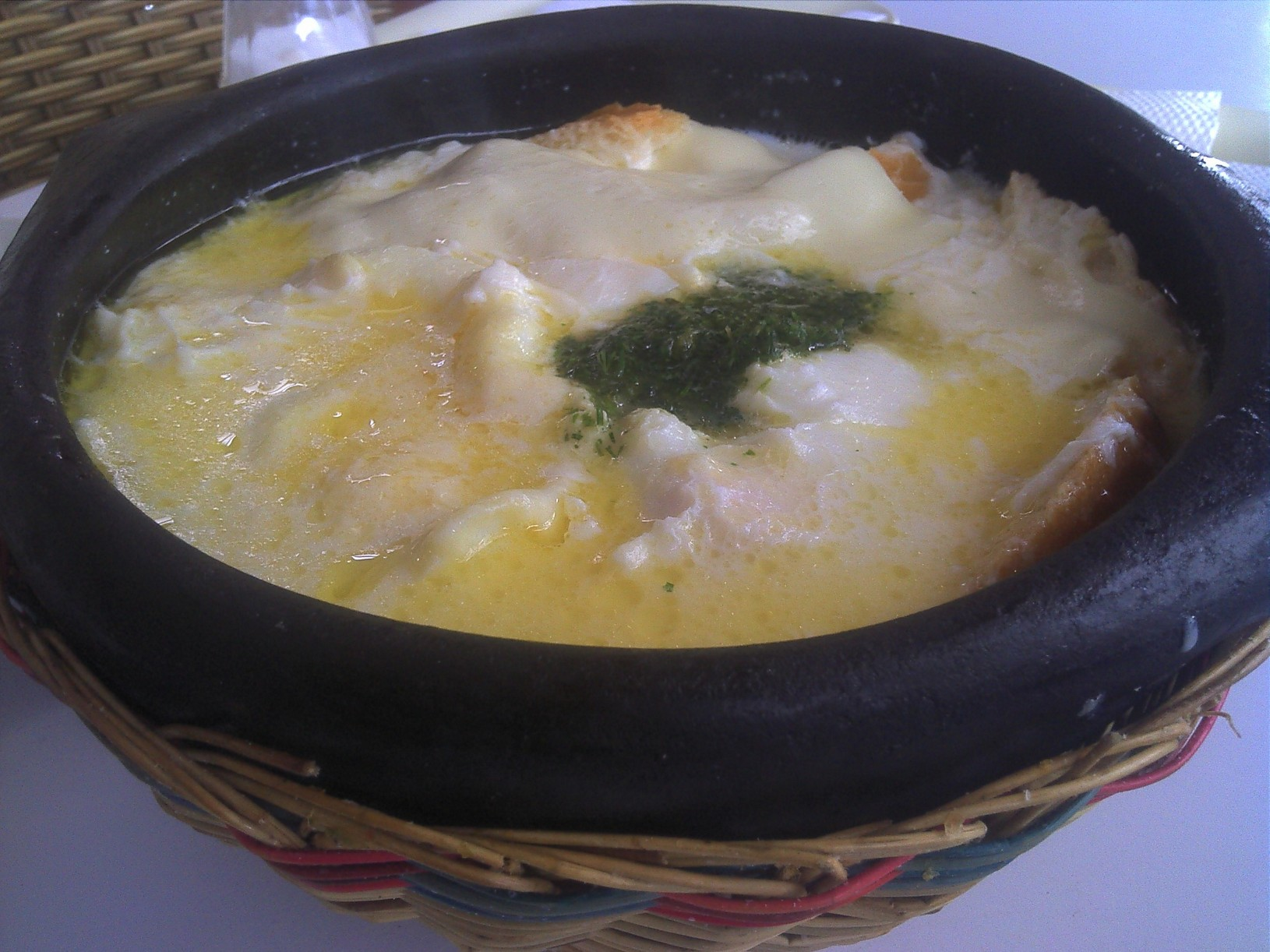
ポーチドエッグのミルクスープ

チャングア（スペイン語: Changua）はコロンビア料理の一種。コロンビアのボゴタ周辺で朝食として人気のある料理である。

## 概要
パン、牛乳、鶏卵、水を使った料理であるが、水の代わりにブロスを用いることもある。また、チーズ、トマト、パクチーなどがトッピングされることもある。
農家の食事として産まれた料理であるが、やがて上流階級の家庭でも食べられるようになった。また、二日酔いを治す料理として知られており、夜食としても人気がある。